# Potamonautes perlatus
Potamonautes perlatus е вид десетоного от семейство Potamonautidae. Видът не е застрашен от изчезване.

## Разпространение и местообитание
Разпространен е в Намибия и Южна Африка (Западен Кейп, Източен Кейп и Северен Кейп).
Обитава сладководни басейни, реки и потоци. Среща се на дълбочина от 0,5 до 51,2 m.

## Описание
Популацията на вида е стабилна.